# 雷神精靈
雷神精靈，是日本純種競賽馬匹 ，生涯活躍於泥地賽事，曾勝出包括日本盃泥地大賽及二月錦標等一級賽，並兩度獲選為最佳泥地馬。由於在泥地賽事上大顯身手並且同年度出生，因此亦有「泥地大震撼」（砂のディープインパクト）的稱號。

## 出賽前
2002年2月26日出生於北海道早來町（今安平町）北部牧場誕生，後被馬主金子真人購下。
其後，交由栗東訓練中心練馬師角居勝彥訓練。

## 競賽生涯

### 2歲
2004年7月31日，出戰新潟競馬場舉行之2歲新馬戰，由柴田善臣策騎。最終以第四落敗。
其後於8月21日出戰小倉競馬場的2歲未勝利戰，以第十一名大敗。

### 3歲
進入3歲後，於2005年2月13一出戰京都競馬場之3歲未勝利戰，爲其第一次出戰泥地賽事。雖然本次比賽因爲上場大敗而只得第九人氣，雷神精靈卻於最後直路爆發實力，拋離第二名7馬位衝線，獲得第一場勝利。
其後出戰3歲500獎金以下條件賽，雖然進入最後直路後經已領先，但其依然不斷加速，跑出最後600米37.6秒全場最快末腳，領先第二名1.8秒以大差優勢獲勝。
其後重返草地賽事出戰三級賽每日盃，但因場地適性問題未能發揮實力，最終只得第七。
4月30日出戰泥地公開賽端午錦標。是次比賽雷神精靈再次發揮恐怖的末腳實力，最後600米僅用36.5秒完成，拋離第二名9馬位衝線。連續三場泥地賽事均以巨大差距獲勝，不但顯示出雷神精靈的於泥地賽事的統治力，更另陣營確定了往後的泥地戰線。
6月4日，出戰三級賽麒麟錦標，因爲此前優秀的泥地戰績，其獲得第一人氣。比賽開始後，雷神精靈保持於前段位置，在最後直路加速，成功超過領先的Agnes Jedi，以1 3/4馬位獲勝，奪得第一個分級賽冠軍。
憑藉此氣勢，陣營安排其出戰一級賽日本泥地打吡。比賽開始後，其處於前段位置，其後逐步加速，先於比賽中段爬升至第四，後又於第三彎道左右進佔第二，更於進入第四彎道時候領先。進入直路後，其繼續不斷加速，最終跑出全場最快的末腳，不斷拉開和第二名Maple Eight的距離，以4馬位奪得第一個一級賽冠軍。
9月19日，出戰打吡大獎賽。比賽開始後，其依然採取先行策略，保持自身於約莫第三的位置。其後進入最後彎道後再次加速，進佔第一的位置，並於直線上不斷加速，最終以2 1/2馬位優勢衝線，獲得3歲生涯的第二個一級賽冠軍，證明了其於泥地賽事的實力。
10月29日出戰武藏野錦標，首次和年長馬匹決鬥。雖然本次比賽狀態良好，卻因爲漏閘而只能於比賽前段停留馬群較後位置。最後直路上，雖然跑出和Sunrise Bacchus同樣速度的末腳，仍然無法收窄差距，最後以1 3/4馬位落敗。
調整狀態過後，出戰日本盃泥地大賽，獲得第一人氣。比賽開始後停留中團位置等待時機，於第四彎道前衝出進佔第六的位置。最後直路上，其不斷由大外檔加速並向內移動，最終憑藉優秀的末腳超過尋鑽寶及星之王，奪得第一個中央一級賽冠軍。此戰不但再次證明雷神精靈的泥地適性，亦爲騎師武豐帶來本年度第200場頭馬，令其成爲日本中央賽馬史上第一位連續三年勝出200場以上頭馬的騎師。
年末，由於其年內三勝泥地一級賽的無敵表現，以284票成爲最佳泥地馬。

### 4歲
作爲2006年首戰，出戰一級賽二月錦標。雖然強敵有上屆盟主名將球手及於地方賽事大放異彩的三雄判令，但因爲其上年度的表現，仍然獲得第一人氣。比賽開始後，雷神精靈處於中團位置，一直保持平穩節奏。比賽接近後段，領放的名將球手因體力不支失速沉底，前方馬群則紛紛衝出爭搶進入最後直路的最佳位置。進入直路後，外檔的雷神精靈不斷加速迫近前方，並於最後200米時超過尋鑽寶，成功奪得冠軍。
勝出二月錦標後，陣營決定安排其遠征阿聯酋，出戰杜拜世界盃。然而因爲賽場熟習問題，只以第五名衝線。賽後審議時指出原先的亞軍Brass Hat存在犯規問題，應當取消資格。然而因爲Brass Hat陣營提出異議，審議結果推遲公佈。6月29日，經過再次審議，賽會宣佈駁回Brass Hat陣營的上訴，維持取消資格的原判，因此雷神精靈獲遞補上第四名的位置。
回到日本後，6月28日出戰帝王賞。比賽開始後，勁敵三雄判令搶佔位置領放，而雷神精靈則於第三跟隨其後。比賽進行到中段時，雷神精靈進佔第二，而三雄判令則以1馬位優勢繼續領放。進入最後直路後，雷神精靈開始加速，但前方的三雄判令未見有失速之勢，兩駒一直保持1馬位的距離。最終，雷神精靈以1馬位落敗。
其後，其以一哩冠軍南部盃爲目標調整狀態，然而於訓練時被發現患有屈腱炎，因此進入了長期休養。

### 5歲
2007年9月9日休養完成，回到馬房進行訓練並着手準備復出戰武藏野錦標，然而訓練時再次被發現右前腳屈腱炎復發。
9月12日被轉移至北部牧場放草並進行休養。爲徹底解決炎症，陣營決定對雷神精靈進行幹細胞移植手術作再生治療。最終，醫療團隊成功抽取同馬房馬匹Flamme de Passion的臀部組織幹細胞以及雷神精靈自身的胸骨骨髓液，移植至受傷的右前腳肌腱。

### 6歲
2008年10月1日休養完成並返回馬房開始訓練。
11月8日出戰武藏野錦標，爲其相隔2年4個月的復出戰。雖然狀態良好，但其由於久久未曾出戰，因此比賽途中一直帶有緊張感，始終未能發揮實力。最後直路上，其更加被其他馬匹包圍，未能衝出之下以第九名大敗。
12月7日，出戰移師到阪神競馬場舉行的日本盃泥地大賽，因爲至今爲止的優秀戰績，其獲得第四人氣。另外，是次比賽由於主戰騎師武豐因骨折須要休養，改由李慕華代打策騎。比賽開始後，其處於前方位置並保持穩定節奏。追入第四彎道時，其獲得領先，並在最後直路成功頂住Meisho Tokon以及赤兔馬的追趕，獲得冠軍。此次比賽爲其時隔2年10個月的首場勝利，並令其成爲第一匹兩勝日本盃泥地大賽的賽駒。
其後於12月29日出戰東京大賞典，獲得第二人氣。比賽開始後，其保持一貫速度，以較慢節奏通過第四彎道。追入最後直路後，和主要對手赤兔馬纏鬥，爭奪前方的位置。最終，雷神精靈以頸位險勝對方，再次獲得一級賽殊榮。
年末，因爲其復出後的精彩表現，於評選中以268票再次當選最佳泥地馬。

### 7歲
2009年以川崎紀念作爲年度首戰，繼續由李慕華策騎。比賽開始後，其一直緊貼於領放的Furioso後方，保持此狀態直至進入最後直路。進入直路後，其和Furioso不斷纏鬥，最終成功超越對方，以1/2馬位優勢率先衝線。
2月22日，以劍指一級賽四連勝的姿態出戰二月錦標。比賽開始後處於前方位置，並在最後直路開始發力。然而即使在最後直路上跑出全場最快的末腳，依然以些微差距敗給Success Brocken及娛樂場，獲得季軍。
5月5日出戰柏市紀念，雖然比賽途中保持良好節奏並於最後直路加速成功，但依然不敵跑出全場最快末腳的希望之城，獲得第二。賽後，騎師內田博幸向陣營表示策騎時候感覺雷神精靈腳步有不適的違和感覺。其後經過獸醫詳細檢查後發現左腳第三趾骨發身骨折，又一次進入長達一年的休養。

### 8歲
休養完成後，因爲休養期過長導致雷神精靈喪失泥地一級賽的參賽資格，需要先出戰其他比賽才可以復歸，因此陣營原本打算安排寶塚紀念作爲復出戰。但由於此時地方賽馬修改規例，即使休養超過一年的馬匹，只要出閘測試後便可以出戰比賽。因此，陣營於其成功通過出閘測試後，改變計劃安排其出戰帝王賞。
6月30日，按照計劃出戰帝王賞，由橫山典弘策騎。比賽途中其一直保持於中團位置，雖然最後直路不斷加速，但依然落後於Furioso，以2 1/2馬位落敗。
7月19日出戰水星盃，獲得第一人氣。比賽途中一直緊盯領放Makoto Sparviero，並成功於第三彎道進入第四彎道的位置獲得領先。最後直路，其依然不斷加速，最終以5馬位大勝。
8月12日出戰育馬者金盃，以壓倒勝的1.5倍獨贏賠率獲得第一人氣。比賽開始後，成功進佔前方的良好位置，並於最後直線領先。然而後方的Silk Mobius爆發最後600米36.2秒之驚人末腳，超越雷神精靈。最終，雷神精靈以4馬位落敗得第二。
其後，開始爲日本電視盃備戰。但9月5日於新潟競馬場操練時，練馬師角居勝彥發現其左前腳亦患有輕微屈肌炎。鑑於傷病及年齡因素，陣營決定安排其退役。

### 詳細賽績
| 日期       | 舉辦國家 | 馬場 | 距離   | 級別   | 賽事名稱       | 負重 | 騎師     | 馬號 | 出馬 | 名次 | 時間     | 頭馬（二馬）        |
| ---------- | -------- | ---- | ------ | ------ | -------------- | ---- | -------- | ---- | ---- | ---- | -------- | ------------------- |
| 31/7/2004  | 日本     | 新潟 | 草1400 |        | 2歲新馬        | 54   | 柴田善臣 | 14   | 14   | 4    | 1:24.6   | Felicia             |
| 21/8/2004  | 日本     | 小倉 | 草1800 |        | 2歲未勝利      | 54   | 福永祐一 | 5    | 13   | 11   | 1:51.0   | Nihonpillow Brave   |
| 13/2/2005  | 日本     | 京都 | 泥1800 |        | 3歲未勝利      | 56   | 池添謙一 | 13   | 14   | 1    | 1:53.3   | （Sun Season）      |
| 26/2/2005  | 日本     | 中山 | 泥1800 |        | 3歲500獎金以下 | 56   | 柏兆雷   | 8    | 10   | 1    | 1:53.3   | （Shuzan Eagle）    |
| 26/3/2005  | 日本     | 阪神 | 泥2000 | GIII   | 每日盃         | 56   | 武豐     | 13   | 14   | 7    | 2:03.0   | 玫瑰十字            |
| 30/4/2005  | 日本     | 京都 | 泥1800 | OP     | 端午錦標       | 56   | 武豐     | 9    | 14   | 1    | 1:50.8   | （Eishin Newton）   |
| 4/6/2005   | 日本     | 東京 | 泥1600 | GIII   | 麒麟錦標       | 56   | 武豐     | 11   | 16   | 1    | 1:35.6   | （Agnes Jedi）      |
| 13/7/2004  | 日本     | 大井 | 泥2000 | 地方GI | 日本泥地打吡   | 56   | 武豐     | 10   | 14   | 1    | 2:04.9   | （Maple Eight）     |
| 19/9/2005  | 日本     | 盛岡 | 泥2000 | 地方GI | 打吡大獎賽     | 56   | 武豐     | 6    | 12   | 1    | 2:03.8   | （Sunrise Bacchus） |
| 29/10/2005 | 日本     | 東京 | 泥1600 | GIII   | 武藏野錦標     | 57   | 武豐     | 8    | 16   | 2    | 1:35.5   | Sunrise Bacchus     |
| 26/11/2005 | 日本     | 東京 | 泥2100 | GI     | 日本盃泥地大賽 | 55   | 武豐     | 10   | 16   | 1    | 2:08.0   | （尋鑽寶）          |
| 19/2/2006  | 日本     | 東京 | 泥1600 | GI     | 二月錦標       | 57   | 武豐     | 14   | 16   | 1    | 1:34.9   | （尋鑽寶）          |
| 25/3/2006  | 阿聯酋   | 詩柏 | 泥2000 | GI     | 杜拜世界盃     | 57   | 武豐     | 5    | 11   | 4    | 紀錄缺失 | 電極使者            |
| 28/6/2006  | 日本     | 大井 | 泥2000 | 地方GI | 帝王賞         | 57   | 武豐     | 6    | 13   | 2    | 2:02.3   | 三雄判令            |
| 8/11/2008  | 日本     | 東京 | 泥1600 | GIII   | 武藏野錦標     | 58   | 武豐     | 1    | 16   | 9    | 1:36.6   | Kikuno Salire       |
| 7/12/2008  | 日本     | 阪神 | 泥1800 | GI     | 日本杯泥地大賽 | 57   | 李慕華   | 10   | 15   | 1    | 1:49.2   | （Meisho Tokon）    |
| 29/12/2008 | 日本     | 大井 | 泥2000 | JpnI   | 東京大賞典     | 57   | 李慕華   | 9    | 10   | 1    | 2:04.5   | （赤兔馬）          |
| 28/1/2009  | 日本     | 川崎 | 泥2100 | JpnI   | 川崎紀念       | 57   | 李慕華   | 3    | 13   | 1    | 2:13.3   | （Furioso）         |
| 22/2/2009  | 日本     | 東京 | 泥1600 | GI     | 二月錦標       | 57   | 李慕華   | 2    | 16   | 3    | 1:34.6   | Success Brocken     |
| 5/5/2009   | 日本     | 船橋 | 泥1600 | JpnI   | 柏市紀念       | 57   | 內田博幸 | 11   | 13   | 2    | 1:36.0   | 希望之城            |
| 30/6/2010  | 日本     | 大井 | 泥2000 | JpnI   | 帝王賞         | 57   | 横山典弘 | 14   | 15   | 2    | 2:03.9   | Furioso             |
| 19/7/2010  | 日本     | 盛岡 | 泥2000 | JpnIII | 水星盃         | 59   | 横山典弘 | 3    | 10   | 1    | 2:04.8   | （Blue Lad）        |
| 12/8/2010  | 日本     | 門別 | 泥2000 | JpnII  | 育馬者金盃     | 58   | 横山典弘 | 4    | 13   | 2    | 2:03.2   | Silk Mobius         |

## 退役後
退役後，雷神精靈成爲成了配種馬，在北海道新冠町優駿Stallion Station休養，在2011年配種，配種費爲60萬日圓。第一批子嗣在2012年出生。第一批子嗣可於2014年出賽。2017年2月7日，霧都在佐賀紀念取勝，成爲首匹在分級賽取勝的子嗣。2019年Mitsuba勝出川崎紀念後，成爲首匹勝出一級賽的雷神精靈子嗣，亦達成一級賽父子制霸。
2016年5月27日，配種時因意外身亡，享年14歲。

### 主要子嗣

#### 一級賽優勝子嗣
粗體字為一級賽
2012年生
- Mitsuba（兩次水星盃、川崎紀念）

2013年生
- 霧都（佐賀紀念、榆樹錦標、 兩次韓國盃）

#### 分級賽優勝子嗣
2014年生
- 競賽神駟（亮星錦標）

2015年生
- T O Energy（兵庫冠軍錦標）

## 血統簡介
父系富士奇蹟爲日本賽駒，生涯出戰四場賽事全勝，包含一級賽朝日盃三歲錦標，曾被看好可以達成無敗三冠的偉業，但於彌生賞後因傷退役，因而被稱爲「幻之三冠馬」。祖父週日寧靜爲美國三冠賽雙軍馬，退役後在日本配種，其子嗣贏得巨額獎金，連續12年成為日本冠軍種馬。
母系Life Out There爲美國馬匹，無出賽紀錄。外祖父Deputy Minister爲加拿大賽駒，生涯曾勝出多項泥地賽事，退役後亦成爲著名種馬，有着許多子嗣。

### 血統表
| 父線：週日寧靜系（Halo系）             |                                |                |                 |
| 種馬 富士奇蹟 1992年（棕色）           | 週日寧靜 1996年（棕色）        | Halo           | Hail to Reason  |
| 種馬 富士奇蹟 1992年（棕色）           | 週日寧靜 1996年（棕色）        | Halo           | Cosmah          |
| 種馬 富士奇蹟 1992年（棕色）           | 週日寧靜 1996年（棕色）        | Wishing Well   | Understanding   |
| 種馬 富士奇蹟 1992年（棕色）           | 週日寧靜 1996年（棕色）        | Wishing Well   | Mountain Flower |
| 種馬 富士奇蹟 1992年（棕色）           | Millracer 1983年（棗色）       | Le Fabuleux    | Wild Risk       |
| 種馬 富士奇蹟 1992年（棕色）           | Millracer 1983年（棗色）       | Le Fabuleux    | Anguar          |
| 種馬 富士奇蹟 1992年（棕色）           | Millracer 1983年（棗色）       | Marston's Mill | In Reality      |
| 種馬 富士奇蹟 1992年（棕色）           | Millracer 1983年（棗色）       | Marston's Mill | Millicent       |
| 繁殖雌馬 Life Out There 1992年（栗色） | Deputy Minister 1979年（棗色） | Vice Regent    | 北地舞人        |
| 繁殖雌馬 Life Out There 1992年（栗色） | Deputy Minister 1979年（棗色） | Vice Regent    | Victoria Regina |
| 繁殖雌馬 Life Out There 1992年（栗色） | Deputy Minister 1979年（棗色） | Mint Copy      | Bunty's Flight  |
| 繁殖雌馬 Life Out There 1992年（栗色） | Deputy Minister 1979年（棗色） | Mint Copy      | Shakney         |
| 繁殖雌馬 Life Out There 1992年（栗色） | Silvery Valley 1979年（栗色）  | 淘金者         | Raise a Native  |
| 繁殖雌馬 Life Out There 1992年（栗色） | Silvery Valley 1979年（栗色）  | 淘金者         | Gold Digger     |
| 繁殖雌馬 Life Out There 1992年（栗色） | Silvery Valley 1979年（栗色）  | Seven Valleys  | Road at Sea     |
| 繁殖雌馬 Life Out There 1992年（栗色） | Silvery Valley 1979年（栗色）  | Seven Valleys  | Proud Pied      |
| 雌系：號族：2-s                        |                                |                |                 |
| 五代內近親交配：無                     |                                |                |                 |

## 命名來由
名字Kane Hekili（カネヒキリ）是夏威夷語，是一種存在於夏威夷傳說中掌管雷電的精靈。

## 外部連結
- 雷神精靈 netkeiba.com （页面存档备份，存于）
- 血統表 （页面存档备份，存于）